# نيوب
نيوب Segelschulschiff Niobe سفينة تستخدم من قبل رايخ مارين لتدريب المتدربين وضباط الصف الطامحين. أغرقت في 26 يوليو 1932 وفقد 69 شخصا على متنها. شيد نصب تذكاري لنيوب في Gammendorfer ستراند على جزيرة فيهمارن.

## التاريخ

### التصميم
بنيت السفينة بهيكل صلب بازاحة 645 طناً. بعد تحويلها إلى سفينة تدريب طولها الكلي 57.8 متر (189 قدم 8 بوصة)، وعرضها 9.17 متر (30 قدم 1 بوصة). كان ارتفاع الصاري الرئيسي 34.8 متر (114 قدم 2 بوصة) وكانت تحمل 15 شراع ب983 متر مربع (10,580 قدم2) من إجمالي مساحة الأشرعة. دفعت بمحرك ديزل إضافي يولد 160 shaft حصان (120 كـو). يتكون طاقمها من سبعة ضباط و 27 رجلاً. عادة يتم تدريب 65 طالبا على متنها. 

### الخدمة المبكرة

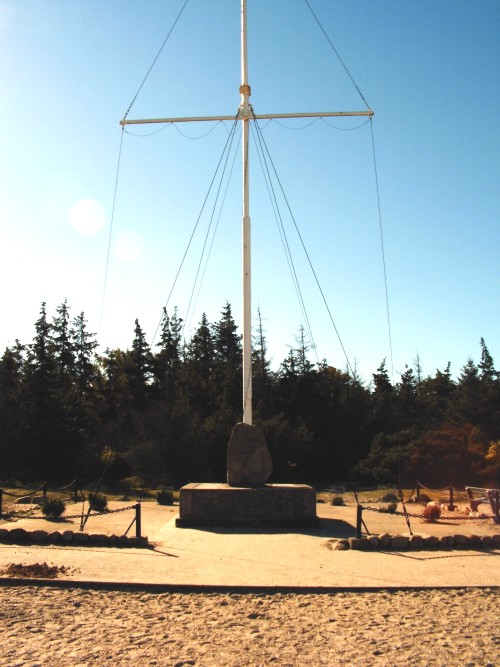
نصب تذكاري قرب جاميندورف في فيهمارن